# Massena (villa)
Massena es una villa ubicada en el condado de St. Lawrence en el estado estadounidense de Nueva York. En el año 2000 tenía una población de 11,209 habitantes y una densidad poblacional de 954.6 personas por km².

## Geografía
Massena se encuentra ubicada en las coordenadas 44°55′49″N 74°53′27″O / 44.93028, -74.89083.

## Demografía
Según la Oficina del Censo en 2000 los ingresos medios por hogar en la localidad eran de $30,783, y los ingresos medios por familia eran $39,919. Los hombres tenían unos ingresos medios de $37,552 frente a los $19,892 para las mujeres. La renta per cápita para la localidad era de $17,709. Alrededor del 17.6% de la población estaban por debajo del umbral de pobreza.